# Mark Feldman

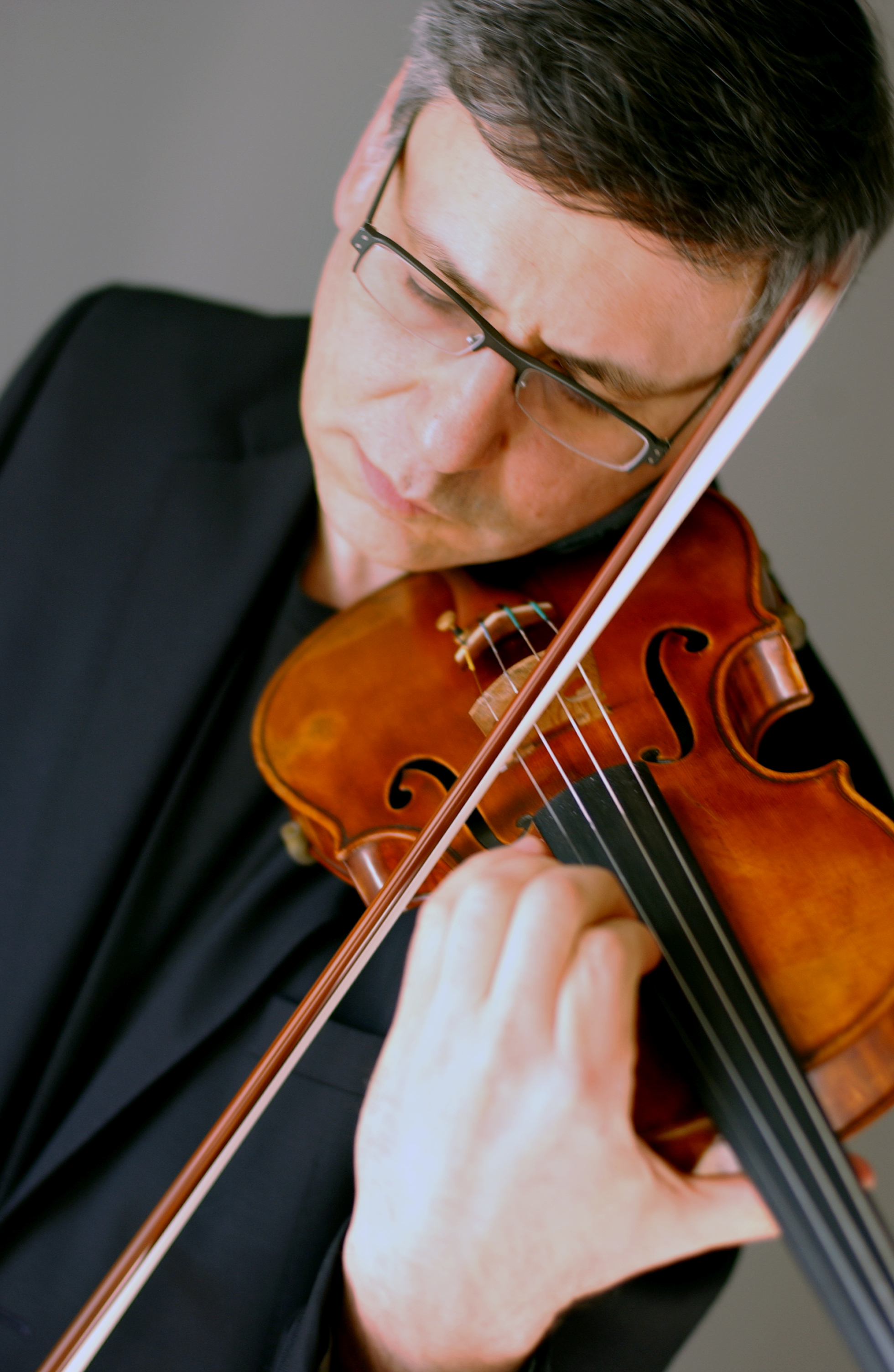
Mark Feldman

Mark Feldman (* 17. Juli 1955 in Chicago) ist ein Jazz- und klassischer Violinist und Komponist.

## Leben und Wirken
Feldman hatte eine private Musikausbildung, u. a. bei Joe Daley, und war seit 1973 in Chicago als Musiker im Civic Orchestra und in den Clubs tätig. Zwischen 1980 und 1986 arbeitete er in Nashville als Studiomusiker (wo er an der Einspielung von mehr als 200 Platten beteiligt war). Anschließend zog er nach New York City, wo er zunächst im Umfeld von John Zorn tätig war und mit Dave Douglas, Michael Jefry Stevens, Uri Caine und Don Byron, aber auch mit Billy Hart spielte. Er war an Aufnahmen von Michael Brecker, Lee Konitz, Joe Lovano, Josh Roseman (Treats for the Nightwalker 2003), Chris Potter und Yelena Eckemoff (Leaving Everything Behind, 2015) beteiligt. Er war Mitglied des Arcado String Trio. Im New Yorker Lincoln Center spielte er mit den Pianisten Paul Bley und Muhal Richard Abrams im Duo. Er tritt regelmäßig auch im Duo mit der Pianistin Sylvie Courvoisier auf, mit der er verheiratet ist. Er spielte weiterhin im Quartett von John Abercrombie.
Feldman ist auch als Komponist hervorgetreten. 1995 veröffentlichte er Music for Violin Alone auf Tzadik Records; das bei Enja veröffentlichte Book of Tells enthält seine Musik für Streichquartett.
Er spielte weiterhin mit Hans Lüdemann, Simon Nabatov und mit Wilbert de Joode. 2003 war er der Soloist in Guus Janssens Violin Concerto; mit der WDR Big Band Köln führte er das Concerto for Violin and Jazz Orchestra von Bill Dobbins auf.